# Акростоль
Акросто́ль (грец. ἀκροστόλιον — «верхній край борту», «кінець корабельного носа», лат. acrostolium) — декоративне кормове закінчення античних і середньовічних кораблів. Виготовлявся у вигляді скорпіонів, риб'ячого або драконячого хвоста. Також так називалася декоративна деталь на носі судна , що вважається попередником носової фігури, бо одним з її призначень було умилоствлення морських богів і захист від шторму. Акростолі використовувалися на давньогрецьких і давньоримських кораблях (уніремах, біремах, триремах тощо), а також на середньовічних галерах, їхні зображення можна побачити і на ростральних колонах.